# Rajeev Ram
Rajeev Ram (Denver, Colorado, 18 de marzo de 1984) es un tenista profesional de los Estados Unidos de ascendencia india.
Como júnior, participó en todos los torneos del Grand Slam, y llegó a jugar la final de dobles de Wimbledon en 2002 junto al también estadounidense Brian Baker.
Como profesional, en 2007 alcanzó los cuartos de final de Wimbledon en categoría de dobles junto con Bobby Reynolds, ronda en la que perdieron ante la pareja campeona ese año, los franceses Arnaud Clément y Michaël Llodra.

## Títulos de Grand Slam

### Dobles

#### Títulos (4)
| Año  | Campeonato           | Pareja        | Oponentes en la final       | Resultado     |
| 2020 | Abierto de Australia | Joe Salisbury | Max Purcell Luke Saville    | 6-4, 6-2      |
| 2021 | Abierto de EE. UU.   | Joe Salisbury | Jamie Murray Bruno Soares   | 3-6, 6-2, 6-2 |
| 2022 | Abierto de EE. UU.   | Joe Salisbury | Wesley Koolhof Neal Skupski | 7-6(4), 7-5   |
| 2023 | Abierto de EE. UU.   | Joe Salisbury | Rohan Bopanna Matthew Ebden | 2-6, 6-3, 6-4 |

#### Finalista (1)
| Año  | Campeonato           | Pareja        | Oponentes en la final    | Resultado |
| 2021 | Abierto de Australia | Joe Salisbury | Ivan Dodig Filip Polášek | 3-6, 4-6  |

### Dobles mixto

#### Títulos (2)
| Año  | Campeonato           | Pareja             | Oponentes en la final           | Resultado   |
| 2019 | Abierto de Australia | Barbora Krejčíková | Astra Sharma John-Patrick Smith | 7-6(3), 6-1 |
| 2021 | Abierto de Australia | Barbora Krejčíková | Samantha Stosur Matthew Ebden   | 6-1, 6-4    |

#### Finalista (1)
| Año  | Campeonato         | Pareja          | Oponentes en la final      | Resultado |
| 2016 | Abierto de EE. UU. | Coco Vandeweghe | Laura Siegemund Mate Pavić | 4-6, 4-6  |

## Juegos Olímpicos

### Dobles

#### Medalla de plata
| Año  | Torneo     | Pareja          | Oponentes en la final    | Resultado              |
| 2024 | París 2024 | Austin Krajicek | Matthew Ebden John Peers | 7-6(6), 6-7(1), [8-10] |

### Dobles mixto

#### Medalla de plata
| Año  | Torneo              | Pareja         | Oponentes en la final           | Resultado           |
| 2016 | Río de Janeiro 2016 | Venus Williams | Bethanie Mattek-Sands Jack Sock | 7-6(3), 1-6, [7-10] |

## Títulos ATP (34; 2+32)

### Individual (2)
| Leyenda                       |
| Grand Slam (0)                |
| ATP World Tour Final (0)      |
| ATP Masters 1000 (0)          |
| ATP World Tour 500 Series (0) |
| ATP World Tour 250 Series (2) |

| N.º | Fecha               | Torneo  | Superficie | Oponente en la final | Resultado           |
| --- | ------------------- | ------- | ---------- | -------------------- | ------------------- |
| 1.  | 12 de julio de 2009 | Newport | Hierba     | Sam Querrey          | 6-7(3), 7-5, 6-3    |
| 2.  | 19 de julio de 2015 | Newport | Hierba     | Ivo Karlović         | 7-6(5), 5-7, 7-6(2) |

#### Finalista (1)
| N.º | Fecha                 | Torneo       | Superficie | Oponente en la final | Resultado   |
| --- | --------------------- | ------------ | ---------- | -------------------- | ----------- |
| 1.  | 21 de febrero de 2016 | Delray Beach | Dura       | Sam Querrey          | 4-6, 6-7(6) |

### Dobles (32)
| Leyenda                         |
| Grand Slam (4)                  |
| ATP Wourld Tour Finals (2)      |
| ATP Masters 1000 World Tour (6) |
| ATP World Tour 500 series (5)   |
| ATP World Tour 250 series (15)  |

| N.º | Fecha                    | Torneo                | Superficie    | Pareja               | Oponentes en la final                   | Resultado              |
| --- | ------------------------ | --------------------- | ------------- | -------------------- | --------------------------------------- | ---------------------- |
| 1.  | 5 de enero de 2009       | Chennai               | Dura          | Eric Butorac         | Jean-Claude Scherrer Stanislas Wawrinka | 6-3, 6-4               |
| 2.  | 12 de julio de 2009      | Newport               | Hierba        | Jordan Kerr          | Michael Kohlmann Rogier Wassen          | 6-7(6), 7-6(7), [10-6] |
| 3.  | 28 de septiembre de 2009 | Bangkok               | Dura (i)      | Eric Butorac         | Guillermo García López Mischa Zverev    | 7-6(4), 6-3            |
| 4.  | 19 de julio de 2010      | Atlanta               | Dura          | Scott Lipsky         | Rohan Bopanna Kristof Vliegen           | 6-3, 6-7(4), [12-10]   |
| 5.  | 13 de febrero de 2011    | San José              | Dura (i)      | Scott Lipsky         | Alejandro Falla Xavier Malisse          | 6-4, 4-6, [10-8]       |
| 6.  | 27 de febrero de 2011    | Delray Beach          | Dura          | Scott Lipsky         | Christopher Kas Alexander Peya          | 4-6, 6-4, [10-3]       |
| 7.  | 23 de septiembre de 2012 | San Petersburgo       | Dura (i)      | Nenad Zimonjić       | Luckas Lacko Igor Zelenay               | 6-2, 4-6, [10-6]       |
| 8.  | 21 de junio de 2015      | Halle                 | Hierba        | Raven Klaasen        | Rohan Bopanna Florin Mergea             | 7-6(5), 6-2            |
| 9.  | 19 de junio de 2016      | Halle                 | Hierba        | Raven Klaasen        | Łukasz Kubot Alexander Peya             | 7-6(5), 6-2            |
| 10. | 2 de octubre de 2016     | Chengdú               | Dura          | Raven Klaasen        | Pablo Carreño Mariusz Fyrstenberg       | 7-6(2), 7-5            |
| 11. | 26 de febrero de 2017    | Delray Beach          | Dura          | Raven Klaasen        | Treat Huey Max Mirnyi                   | 7-5, 7-5               |
| 12. | 18 de marzo de 2017      | Indian Wells          | Dura          | Raven Klaasen        | Łukasz Kubot Marcelo Melo               | 6-7(1), 6-4, [10-8]    |
| 13. | 22 de julio de 2017      | Newport               | Hierba        | Aisam-Ul-Haq Qureshi | Matt Reid John-Patrick Smith            | 6-4, 4-6, [10-7]       |
| 14. | 1 de octubre de 2017     | Shenzhen              | Dura          | Alexander Peya       | Nikola Mektić Nicholas Monroe           | 6-3, 6-2               |
| 15. | 6 de mayo de 2018        | Múnich                | Tierra batida | Ivan Dodig           | Nikola Mektić Alexander Peya            | 6-3, 7-5               |
| 16. | 21 de octubre de 2018    | Moscú                 | Dura (i)      | Austin Krajicek      | Max Mirnyi Philipp Oswald               | 7-6(4), 6-4            |
| 17. | 4 de noviembre de 2018   | París                 | Dura (i)      | Marcel Granollers    | Jean-Julien Rojer Horia Tecău           | 6-4, 6-4               |
| 18. | 2 de marzo de 2019       | Dubái                 | Dura          | Joe Salisbury        | Ben McLachlan Jan-Lennard Struff        | 7-6(4), 6-3            |
| 19. | 27 de octubre de 2019    | Viena                 | Dura (i)      | Joe Salisbury        | Łukasz Kubot Marcelo Melo               | 6-4, 6-7(5), [10-5]    |
| 20. | 2 de febrero de 2020     | Abierto de Australia  | Dura          | Joe Salisbury        | Max Purcell Luke Saville                | 6-4, 6-2               |
| 21. | 15 de agosto de 2021     | Toronto               | Dura          | Joe Salisbury        | Nikola Mektić Mate Pavić                | 6-3, 4-6, [10-3]       |
| 22. | 10 de septiembre de 2021 | Abierto de EE.UU.     | Dura          | Joe Salisbury        | Jamie Murray Bruno Soares               | 3-6, 6-2, 6-2          |
| 23. | 17 de abril de 2022      | Montecarlo            | Tierra batida | Joe Salisbury        | Juan Sebastián Cabal Robert Farah       | 6-4, 3-6, [10-7]       |
| 24. | 21 de agosto de 2022     | Cincinnati            | Dura          | Joe Salisbury        | Tim Puetz Michael Venus                 | 7-6(4), 7-6(5)         |
| 25. | 9 de septiembre de 2022  | Abierto de EE.UU.     | Dura          | Joe Salisbury        | Wesley Koolhof Neal Skupski             | 7-6(4), 7-5            |
| 26. | 20 de noviembre de 2022  | ATP World Tour Finals | Dura (i)      | Joe Salisbury        | Nikola Mektić Mate Pavić                | 7-6(4), 6-4            |
| 27. | 27 de mayo de 2023       | Lyon                  | Tierra batida | Joe Salisbury        | Nicolas Mahut Matwé Middelkoop          | 6-0, 6-3               |
| 28. | 8 de septiembre de 2023  | Abierto de EE.UU.     | Dura          | Joe Salisbury        | Rohan Bopanna Matthew Ebden             | 2-6, 6-3, 6-4          |
| 29. | 29 de octubre de 2023    | Viena                 | Dura (i)      | Joe Salisbury        | Nathaniel Lammons Jackson Withrow       | 6-4, 5-7, [12-10]      |
| 30. | 19 de noviembre de 2023  | ATP World Tour Finals | Dura (i)      | Joe Salisbury        | Marcel Granollers Horacio Zeballos      | 6-3, 6-4               |
| 31. | 13 de enero de 2024      | Adelaida              | Dura          | Joe Salisbury        | Rohan Bopanna Matthew Ebden             | 7-5, 5-7, [11-9]       |
| 32. | 17 de agosto de 2025     | Cincinnati            | Dura          | Nikola Mektić        | Lorenzo Musetti Lorenzo Sonego          | 4-6, 6-3, [10-5]       |

#### Finalista (24)
| N.º | Fecha                    | Torneo                | Superficie    | Pareja             | Oponentes en la final               | Resultado           |
| --- | ------------------------ | --------------------- | ------------- | ------------------ | ----------------------------------- | ------------------- |
| 1.  | 22 de agosto de 2005     | New Haven             | Dura          | Bobby Reynolds     | Gastón Etlis Martín Rodríguezz      | 4-6, 3-6            |
| 2.  | 6 de febrero de 2011     | Johannesburgo         | Dura          | Scott Lipsky       | James Cerretani Adil Shamasdin      | 3-6, 6-3, [7-10]    |
| 3.  | 13 de julio de 2014      | Newport               | Hierba        | Jonathan Erlich    | Lleyton Hewitt Chris Guccione       | 5-7, 4-6            |
| 4.  | 4 de octubre de 2015     | Kuala Lumpur          | Dura (i)      | Raven Klaasen      | Treat Huey Henri Kontinen           | 6-7(4), 2-6         |
| 5.  | 2 de abril de 2016       | Miami                 | Dura          | Raven Klaasen      | Pierre-Hugues Herbert Nicolas Mahut | 7-5, 1-6, [7-10]    |
| 6.  | 21 de mayo de 2016       | Ginebra               | Tierra batida | Raven Klaasen      | Steve Johnson Sam Querrey           | 4-6, 1-6            |
| 7.  | 9 de octubre de 2016     | Tokio                 | Dura          | Raven Klaasen      | Marcel Granollers Marcin Matkowski  | 2-6, 6-7(4)         |
| 8.  | 20 de noviembre de 2016  | ATP World Tour Finals | Dura (i)      | Raven Klaasen      | Henri Kontinen John Peers           | 6-2, 1-6, [8-10]    |
| 9.  | 17 de junio de 2017      | 's-Hertogenbosch      | Hierba        | Raven Klaasen      | Łukasz Kubot Marcelo Melo           | 3-6, 4-6            |
| 10. | 26 de mayo de 2018       | Ginebra               | Tierra batida | Ivan Dodig         | Oliver Marach Mate Pavić            | 6-3, 6-7(3), [9-11] |
| 11. | 29 de julio de 2018      | Atlanta               | Dura          | Ryan Harrison      | Nicholas Monroe John-Patrick Smith  | 6-3, 6-7(5), [8-10] |
| 12. | 30 de septiembre de 2018 | Shenzhen              | Dura          | Robert Lindstedt   | Ben McLachlan Joe Salisbury         | 6-7(5), 6-7(4)      |
| 13. | 6 de enero de 2019       | Brisbane              | Dura          | Joe Salisbury      | Marcus Daniell Wesley Koolhof       | 4-6, 6-7(6)         |
| 14. | 23 de junio de 2019      | Queen's Club          | Hierba        | Joe Salisbury      | Feliciano López Andy Murray         | 6-7(6), 7-5, [5-10] |
| 15. | 20 de octubre de 2019    | Amberes               | Dura (i)      | Joe Salisbury      | Kevin Krawietz Andreas Mies         | 6-7(1), 3-6         |
| 16. | 21 de febrero de 2021    | Abierto de Australia  | Dura          | Joe Salisbury      | Ivan Dodig Filip Polášek            | 3-6, 4-6            |
| 17. | 16 de mayo de 2021       | Roma                  | Tierra batida | Joe Salisbury      | Nikola Mektić Mate Pavić            | 4-6, 6-7(4)         |
| 18. | 25 de junio de 2021      | Eastbourne            | Hierba        | Joe Salisbury      | Nikola Mektić Mate Pavić            | 4-6, 3-6            |
| 19. | 31 de octubre de 2021    | Viena                 | Dura (i)      | Joe Salisbury      | Juan Sebastián Cabal Robert Farah   | 4-6, 2-6            |
| 20. | 21 de noviembre de 2021  | ATP World Tour Finals | Dura (i)      | Joe Salisbury      | Pierre-Hugues Herbert Nicolas Mahut | 4-6, 6-7(0)         |
| 21. | 13 de agosto de 2023     | Toronto               | Dura          | Joe Salisbury      | Marcelo Arévalo Jean-Julien Rojer   | 3-6, 1-6            |
| 22. | 12 de agosto de 2024     | Montreal              | Dura          | Joe Salisbury      | Marcel Granollers Horacio Zeballos  | 2-6, 6-7(4)         |
| 23. | 11 de enero de 2025      | Auckland              | Dura          | Christian Harrison | Nikola Mektić Michael Venus         | w/o                 |
| 24. | 15 de junio de 2025      | Stuttgart             | Hierba        | Alex Michelsen     | Santiago González Austin Krajicek   | 4-6, 4-6            |

## Clasificación en torneos del Grand Slam

### Individual
| Torneo          | 2004 | 2005 | 2006 | 2007 | 2008 | 2009 | 2010 | 2011 | 2012 | 2013 | 2014 | 2015 | 2016 | Títulos |
| --------------- | ---- | ---- | ---- | ---- | ---- | ---- | ---- | ---- | ---- | ---- | ---- | ---- | ---- | ------- |
| Australian Open | -    | -    | -    | -    | 1R   | -    | 1R   | -    | -    | 2R   | -    | -    | 2R   | 0       |
| Roland Garros   | -    | -    | -    | -    | -    | -    | 1R   | -    | -    | -    | -    | -    | 1R   | 0       |
| Wimbledon       | -    | -    | -    | -    | -    | 1R   | 1R   | -    | -    | 2R   | -    | -    | 1R   | 0       |
| US Open         | 1R   | 1R   | -    | -    | -    | 1R   | -    | -    | 1R   | 2R   | -    | 2R   | 1R   | 0       |

### Dobles
| Torneo          | 2004 | 2005 | 2006 | 2007 | 2008 | 2009 | 2010 | 2011 | 2012 | 2013 | 2014 | 2015 | 2016 | Títulos |
| --------------- | ---- | ---- | ---- | ---- | ---- | ---- | ---- | ---- | ---- | ---- | ---- | ---- | ---- | ------- |
| Australian Open | -    | -    | 1R   | -    | 3R   | 3R   | CF   | 1R   | CF   | 2R   | 2R   | 1R   | CF   | 0       |
| Roland Garros   | -    | -    | -    | -    | 3R   | -    | 1R   | CF   | 3R   | 1R   | 1R   | 1R   | 2R   | 0       |
| Wimbledon       | -    | -    | -    | CF   | 2R   | 1R   | 1R   | 2R   | CF   | 1R   | 1R   | 2R   | SF   | 0       |
| US Open         | 2R   | 1R   | 1R   | 1R   | 2R   | 2R   | 2R   | 1R   | 2R   | 3R   | SF   | 3R   | 2R   | 0       |

### Challengers (3)
| N.º | Fecha                  | Torneo      | Superficie  | Oponente en la final | Resultado            |
| --- | ---------------------- | ----------- | ----------- | -------------------- | -------------------- |
| 1.  | 30 de junio de 2008    | Winnetka    | Dura        | Scoville Jenkins     | 7-5 6-4              |
| 2.  | 9 de noviembre de 2009 | Aquisgrán   | Moqueta (i) | Dustin Brown         | 7-6(2) 6-7(5) 7-6(2) |
| 3.  | 26 de abril de 2015    | Guadalajara | Dura (i)    | Jason Jung           | 6-1, 6-2             |